# El pájaro loco (serie cinematográfica)
Woody Woodpecker (conocido como El Pájaro Loco en Español) es una serie cinematográfica de dibujos animados estadounidenses creada por dibujante y animador Walter Lantz. Fue producidos por Walter Lantz Productions y distribuidos por Universal Studios de 1941 a 1972.

## Historia
Woody Woodpecker es un personaje inteligente, hablador y descarado cuya distinción es una risita, el trabajo del conocido actor de voz de dibujos animados Mel Blanc y esos años más tarde tuvieron que ser imitados por otros actores. Raramente inicia algún problema: la única intención del personaje es quitarse la vida en un bien, en su casa en el tronco de un árbol, o volando alrededor de cortar madera, lo que generalmente molesta a alguien que se irrita y trata de deshacerse del pájaro. en este momento que Woody Woodpecker no está haciendo todo lo posible para destrozar a su oponente, transformándose en ser sin modestia ni ética. En ese momento todo vale, desde los tramposos más sórdidos, hasta vestirse de mujer para engañar a los villanos o incluso comenzar la pelea con sus dolorosos picotazos.
En un momento en que los dibujos intentaban transmitir un mensaje positivo o educativo, el pájaro rompió todos los tabúes con historias llenas de menciones de tabaquismo, alcoholismo o sexo. El personaje mismo se definió a la señorita Meany como alguien no muy bueno: "Tengo muchos hábitos. ¡Y todos son malos!".
Es por eso que las aventuras de Woody Woodpecker tuvieron problemas con la censura y la prensa debido a la violencia. Pero quizás debido a su comportamiento y personalidad, Woody Woodpecker no siempre tuvo finales felices en sus episodios. En varios de ellos, nuestro héroe terminó con un golpe en la cabeza que hizo eco de su risa característica en un tono melancólico.
El personaje generalmente actúa solo, excepto en algunos episodios en los que aparece con su caballo amigo Sugarfoot. También hay una pequeña galería de villanos que aparecen con frecuencia. Entre los más comunes están Wally Walrus, un lobo marino con acento sueco y los villanos fueron los más atónitos. Con un poco más de trucos tuvimos Buzz Buzzard y Gabby Gator, que vivían tratando de almorzar con nuestro héroe. Pero es realmente divertido ver al Woody Woodpecker atormentando a Dooley el vagabundo, quien también aparece a menudo en los dibujos como un villano del viejo oeste. Otra persona que vive siendo atormentada por Woody Woodpecker es la cazadora de mariposas Miss Meany, quien en otra versión del dibujo también es propietaria de la pensión donde vive el pájaro.

## Elenco de voces
Woody Woodpecker
- Mel Blanc (1940–41)
- Danny Webb (1941–42)
- Kent Rogers (1942–43)
- Ben Hardaway (1944–49)
- Grace Stafford (1950–72)

Wally Walrus
- Jack Mather (1944–48)
- Will Wright (1946)
- Dallas McKennon (1953)
- Paul Frees (1961)

Buzz Buzzard
- Lionel Stander (1948–49)
- Dallas McKennon (1950–72)

Miss Meany
- Grace Stafford (1963–72)

Dapper Denver Dooley
- Dallas McKennon (1955—59)

Professor Dingledong
- Dallas McKennon

Professor Grossenfibber
- Dallas McKennon
- Daws Butler

Winnie Woodpecker
- Grace Stafford (1954)

Gabby Gator
- Daws Butler (1958—63)

Finx Fox
- Daws Butler

Knothead
- Dallas McKennon

Splinter
- June Foray

## Listado de cortometrajes
1940 (Episodio piloto)
- Knock Knock (con Andy Panda)

1941–1943 (primera temporada)
- Woody Woodpecker (1941)[1]
- The Screwdriver (1941)[2]
- Pantry Panic (1941)[3]
- The Hollywood Matador (1942)[4]
- Ace in the Hole (1942)
- The Loan Stranger (1942)
- The Screwball (1943)
- The Dizzy Acrobat (1943)
- Ration Bored (1943)

1944-1949 (segunda temporada)
- The Barber of Seville (1944)
- The Beach Nut (1944, primera aparición do Wally Walrus)
- Ski for Two (1944)
- Chew-Chew Baby (1945)
- Woody Dines Out (1945)
- The Dippy Diplomat (1945)
- The Loose Nut (1945)
- Who's Cookin' Who? (1946)
- Bathing Buddies (1946)
- The Reckless Driver (1946)
- Fair Weather Friends (1946)
- Musical Miniatures (1947)
- Smoked Hams (1947)
- The Coo Coo Bird (1947)
- Well Oiled (1947)
- Solid Ivory (1947)
- Woody the Giant Killer (1947)
- The Mad Hatter (1948)
- Banquet Busters (1948)
- Wacky-Bye Baby (1948)
- Wet Blanket Policy (1948, primera aparición Buzz Buzzard)
- Wild and Woody! (1948)
- Drooler's Delight (1949)

1951-1955 (tercera temporada)
- Puny Express (1951)
- Sleep Happy (1951)
- Wicket Wacky (1951)
- Woodpecker in the Rough (1951)
- Slingshot 6 7/8 (1951)
- The Redwood Sap (1951)
- The Woody Woodpecker Polka (1951, invitado protagonizado por los músicos de The Starlighters)
- Destination Meatball (1951)
- Born to Peck (1952)
- Stage Hoax (1952)
- Scalp Treatment (1952)
- The Great Who-Dood-It (1952)
- Termites from Mars (1952)
- What's Sweepin (1953)
- Buccaneer Woodpecker (1953)
- Operation Sawdust (1953)
- Wrestling Wrecks (1953)
- Belle Boys (1953)
- Hypnotic Hick (1953)
- Hot Noon (or 12 O'Clock for Sure) (1953)
- Socko in Morocco (1954)[5]
- Alley to Bali (1954)
- Under the Counter Spy (1954)
- Hot Rod Huckster (1954)
- Real Gone Woody (1954, primera aparición Winnie Woodpecker)
- A Fine Feathered Frenzy (1954)
- Convict Concerto (1954)
- Helter Shelter (1955)
- Witch Crafty (1955)
- Private Eye Pooch (1955)
- Bedtime Bedlam (1955)
- Square Shootin' Square (1955, primera aparición Dooley)
- Bunco Busters (1955)

1955-1961 (cuarta temporada)
- The Tree Medic (1955)[6]
- After the Ball (1956)
- Get Lost (1956, primera aparición Knothead and Splinter)
- Chief Charlie Horse (1956)
- Woodpecker from Mars (1956)
- Calling All Cuckoos (1956)
- Niagara Fools (1956)
- Arts and Flowers (1956)
- Woody Meets Davy Crewcut (1956)
- Red Riding Hoodlum (1957)
- Box Car Bandit (1957)
- The Unbearable Salesman (1957)
- International Woodpecker (1957)
- To Catch a Woodpecker (1957)
- Round Trip to Mars (1957)
- Dopey Dick the Pink Whale (1957)
- Fodder and Son (1958)
- Misguided Missile (1958)
- Watch the Birdie (1958)
- Half Empty Saddles (1958)
- His Better Elf (1958)
- Everglade Raid (1958)
- Tree's a Crowd (1959, primera aparición Clayde Cat)
- Jittery Jester (1959)
- Tomcat Combat (1959)
- Woodpecker in the Moon (1959)
- The Tee Bird (1959)
- Romp in a Swamp (1959)
- Kiddie League (1959)
- Billion Dollar Boner (1960)
- Pistol Packin' Woodpecker (1960)
- Heap Big Hepcat (1960)
- Ballyhooey (1960)
- How to Stuff a Woodpecker (1960)
- Bats in the Belfry (1960)
- Ozark Lark (1960)
- Southern Fried Hospitality (1960)
- Fowled Up Falcon (1960)
- Poop Deck Pirate (1961)
- The Bird Who Came to Dinner (1961)
- Gabby's Diner (1961)
- Sufferin' Cats (1961)
- Franken-Stymied (1961)
- Help my Help (1961)

1961-1965 (quinta temporada)
- Busman's Holiday (1961)[7]
- Phantom of the Horse Opera (1961)
- Woody's Kook-Out (1962)
- Rock-a-Bye Gator (1962)
- Home Sweet Homewrecker (1962)
- The Little Bear (1962)
- Room and Bored (1962)
- Rocket Racket (1962)
- Careless Caretaker (1962)[8]
- Tragic Magic (1962)[9]
- Voo-Doo Boo-Boo (1962)
- Crowin' Pains (1962)
- Little Woody Riding Hood (1962)
- Greedy Gabby Gator (1963)
- Robin Hood Woody (1963)
- Stowaway Woody (1963)
- The Shutter Bug (1963)
- Coy Decoy (1963)
- The Tenant's Racket (1963)
- Short in the Saddle (1963)
- Tepee for Two (1963)
- Science Friction (1963)
- Calling Dr. Woodpecker (1963, primera aparición Miss Meany)[10]
- Dumb Like a Fox (1964)
- Saddle Sore Woody (1964)
- Woody's Clip Joint (1964)
- Spookananny (1964)
- Skinfolks (1964)
- Get Lost! Little Doggy (1964)
- Freeway Fracas (1964)
- Roamin' Roman (1964)
- Three Little Woodpeckers (1965, basado en cuento de hadas Los tres cerditos)
- Woodpecker Wanted (1965)
- Birds of a Feather (1965)

1965-1972 (sexta temporada)
- Canned Dog Feud (1965)
- Janie Get Your Gun (1965)
- Sioux Me (1965)
- What's Peckin (1965)
- Rough Riding Hood (1966)
- Lonesome Ranger (1966)
- Woody and the Beanstalk (1966)
- Hassle in a Castle (1966)
- The Big Bite (1966)
- Astronut Woody (1966)
- Practical Yolk (1966)
- Monster of Ceremonies (1966)
- Sissy Sheriff (1966)
- Have Gun, Can't Travel (1967)
- The Nautical Nut (1967)
- Hot Diggity Dog (1967)
- Horse Play (1967)
- Secret Agent Woody Woodpecker (1967)
- Lotsa Luck (1968)
- Peck of Trouble (1968)
- Fat in the Saddle (1968)
- Woody the Freeloader (1968)
- Feudin Fightin-N-Fussin (1968)
- A Lad in Bagdad (1968)
- One Horse Town (1968)
- Hook Line and Stinker (1969)
- Little Skeeter (1969)
- Woody's Knight Mare (1969)
- Tumble Weed Greed (1969)
- Ship A'hoy Woody (1969)
- Prehistoric Super Salesman (1969)
- Phoney Pony (1969)
- Seal on the Loose (1970)
- Wild Bill Hiccup (1970)
- Coo Coo Nuts (1970)
- Hi-Rise Wise Guys (1970)
- Buster's Last Stand (1970)
- All Hams on Deck (1970)
- Flim Flam Fountain (1970)
- Sleepy Time Chimes (1971)
- The Reluctant Recruit (1971)
- How to Trap a Woodpecker (1971)
- Woody's Magic Touch (1971)
- Kitty from The City (1971)
- The Snoozin' Bruin (1971)
- Shanghai Woody (1971)
- Indian Corn (1972)
- Gold Diggin' Woodpecker (1972)
- Pecking Holes in Poles (1972)
- Chili Con Corny (1972)
- Show Biz Beagle (1972)
- For the Love of Pizza (1972)
- The Genie With the Light Touch (1972)
- Bye, Bye, Blackboard (1972)

## En otros medios
Programas de televisión
- The Woody Woodpecker Show (1957–1958, ABC)
- The New Woody Woodpecker Show (1999–2002, Fox Kids)
- Woody Woodpecker (2018, YouTube)

Películas
- Woody Woodpecker (2017)